# 이영옥
이영옥(李令玉, 1955년 8월 15일 ~ )은 대한민국의 영화 배우이다.

## 생애
충청남도 보령시에서 태어나 상명여자고등학교를 졸업했다. 당대 최고의 영화배우 이영옥은 1967년 신상옥 감독의《꿈》에서 조신(신영균)의 딸로 본격적으로 데뷔했다.
이후 다수의 작품에서 아역 연기자로 출연했으며, 1973년 노진섭 감독의 《처녀시절》에서는 거액을 상속받는 고3 학생으로 훌륭한 성인 연기를 보여주면서 전성기가 시작되었다.
아역으로 출발했으면서도 귀염둥이 막내딸 등의 캐릭터를 거쳐 발랄한 여대생을 비롯한 성인 연기까지 자신의 성장과정에 걸맞는 배역을 두루 거치면서 성공한 보기 드문 배우였다.
1970년 정소영 감독의《아빠와 함께 춤을》에서 인상적인 연기를 펼쳤다. 1975년 하길종 감독의《바보들의 행진》에서 발랄한 여대생 영자 역을 맡으면서 일약 스타덤에 오르게 되는데, 외형적인 움직임만을 모방한 그런 여대생이 아니어서 살았다, 사고방식과 언어가 바로 오늘의 여대생을 말하고 있다. 아직 성숙한 여인으로의 체취가 풍기지 않는 이영옥의 분위기는 오히려 강점이라는 평이다.
이러한 이미지는 하길종 감독의《병태와 영자》에서도 계속 이어진다. 또한 청초하고 깨끗한 이미지로 강미애, 김지수, 박지영 등의 아름다운 귀신 캐릭터를 계승하여 《장화홍련전》, 《수절》, 《너 또한 별이 되어》 등에서 한을 품고 이승을 배회하는 귀신 역할을 맡기도 했다.
이어 1976년에는 《윤진사댁》 《제3교실》(MBC), 《충의》, 《꿈꾸는 해바라기》 (KBS) 등의 드라마에 출연하거나 MBC 라디오의 《이 밤을 즐겁게》 등을 진행하기도 했지만 TV나 라디오보다는 영화배우로 꾸준한 활동을 펼치기도 하였다.
1987년에는 약사와 백년가약을 맺었지만 얼마 안 가 이혼, 슬하에 자식은 없었으며, 8년 뒤인 1995년 한 나이트클럽 사장과 재혼했다. 현재까지 안양에서도 잘나가는 나이트클럽의 운영주로 변신해 사업에 전념하고 있는 것으로 알려졌다. 아니다 사업은 망햇다

## 출연작

### 영화
- 애수의 하모니카 - (1994년)
- 아들나라 - (1991년)
- 파행 - (1990년)
- 나는 다시 살고 싶다 - (1987년)
- 장미와 도박사 - (1983년)
- 겨울 사냥 - (1982년)
- 연정 - (1982년)
- 고래섬 소동 - (1981년)
- 도시로 간 처녀 - (1981년)
- 병태와 영자2 - (1980년)
- 하늘이 부를 때까지 - (1980년)
- 타인의 방 -(1980)
- 춘자는 못말려 - (1980년)
- 내가 버린 여자 - (1978년)
- 7인의 말괄량이 - (1976년)
- 바보들의 행진 - (1975년)
- 공포의 숨소리 - (1974년)
- 수절 - (1974년)
- 처녀시절 - (1973년)
- 아빠와 함께 춤을 - (1970년)
- 꿈 - (1967년)
- 내 별은 어느 하늘 아래에서 - (1963년)

## 학력
- 상명여자고등학교 (졸업)